# Heptodonta eugenia
Heptodonta eugenia is een keversoort uit de familie van de loopkevers (Carabidae). De wetenschappelijke naam van de soort is voor het eerst geldig gepubliceerd in 1865 door Maximilien de Chaudoir.